# Ajofrín
Ajofrín é um município da Espanha na província de Toledo, comunidade autónoma de Castilla-La Mancha, de área 35,06 km² com população de 2171 habitantes (2004) e densidade populacional de 61,92 hab/km².

## Demografia
| Variação demográfica do município entre 1991 e 2004 | Variação demográfica do município entre 1991 e 2004 | Variação demográfica do município entre 1991 e 2004 | Variação demográfica do município entre 1991 e 2004 |
| --------------------------------------------------- | --------------------------------------------------- | --------------------------------------------------- | --------------------------------------------------- |
| 1991                                                | 1996                                                | 2001                                                | 2004                                                |
| 2178                                                | 2162                                                | 2181                                                | 2171                                                |